# Akademitcheskaïa (métro de Saint-Pétersbourg)
Pour les articles homonymes, voir Akademitcheskaïa.
Akademitcheskaïa (en russe : Академи́ческая) est une station de la ligne 1 du Métro de Saint-Pétersbourg. Elle est située dans le Raïon de Kalinine, à Saint-Pétersbourg en Russie.
Mise en service en 1975, elle est desservie par les rames de la ligne 1 du métro de Saint-Pétersbourg.

## Situation ferroviaire

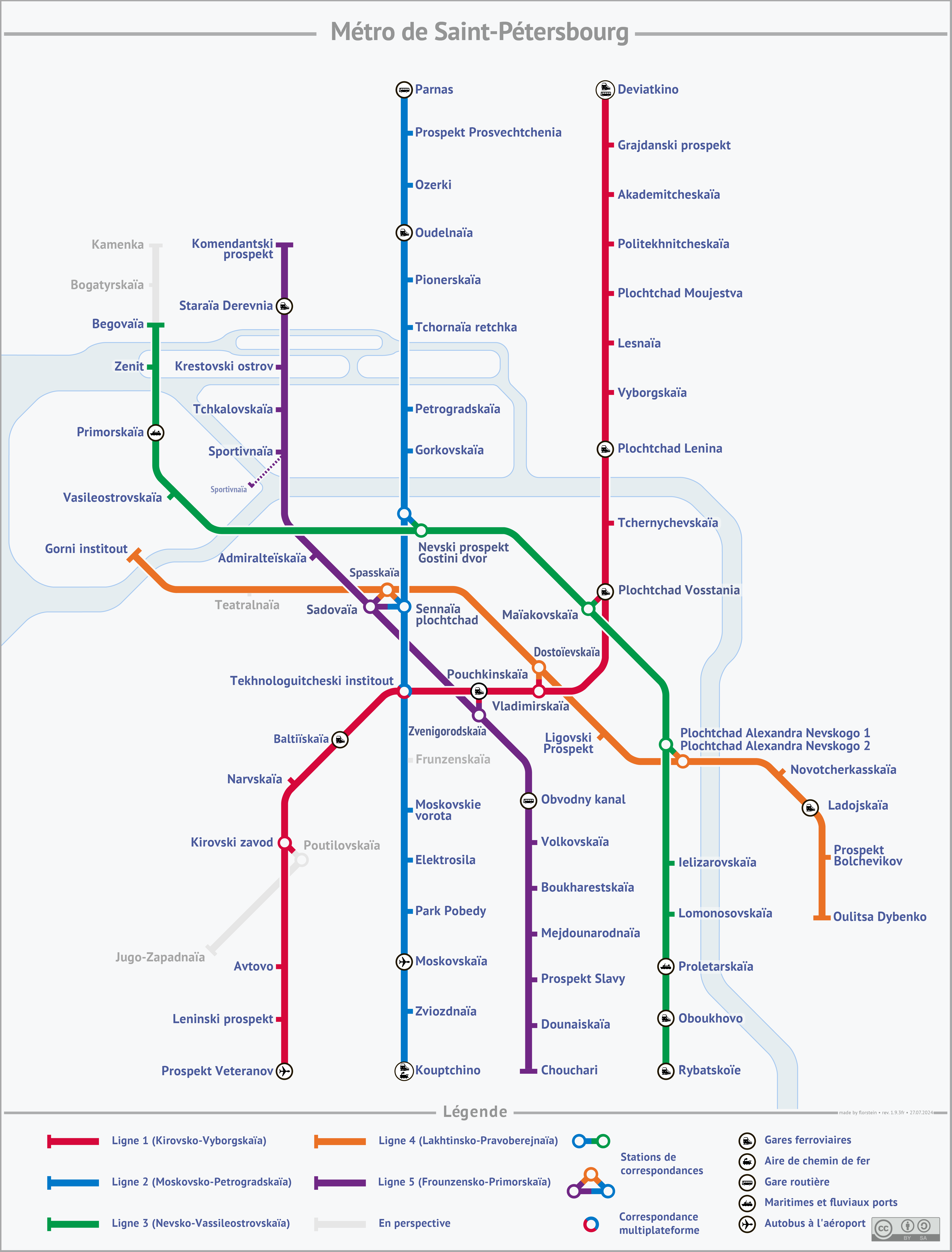
Plan du métro.

Établie en souterrain, à 67 mètres de profondeur, Akademitcheskaïa est une station de passage de la ligne 1 du métro de Saint-Pétersbourg. Elle est située entre la station Grajdanski prospekt, en direction du terminus nord Deviatkino, et la station Politekhnitcheskaïa, en direction du terminus sud Prospekt Veteranov.
La station dispose d'un quai central encadré par les deux voies de la ligne.  

## Histoire
La station Akademitcheskaïa est mise en service le 31 décembre 1975 lors de l'ouverture de la section de Lesnaïa à Akademitcheskaïa. Elle est nommée en référence aux noms des instituts de recherche et voies publics situés à proximité.

## Services aux voyageurs

### Accès et accueil
Elle dispose, en surface, d'un pavillon d'accès en relation avec le quai par un tunnel en pente équipé de quatre escaliers mécaniques.

### Desserte
Akademitcheskaïa est desservie par les rames de la ligne 1 du métro de Saint-Pétersbourg.

Installations et desserte
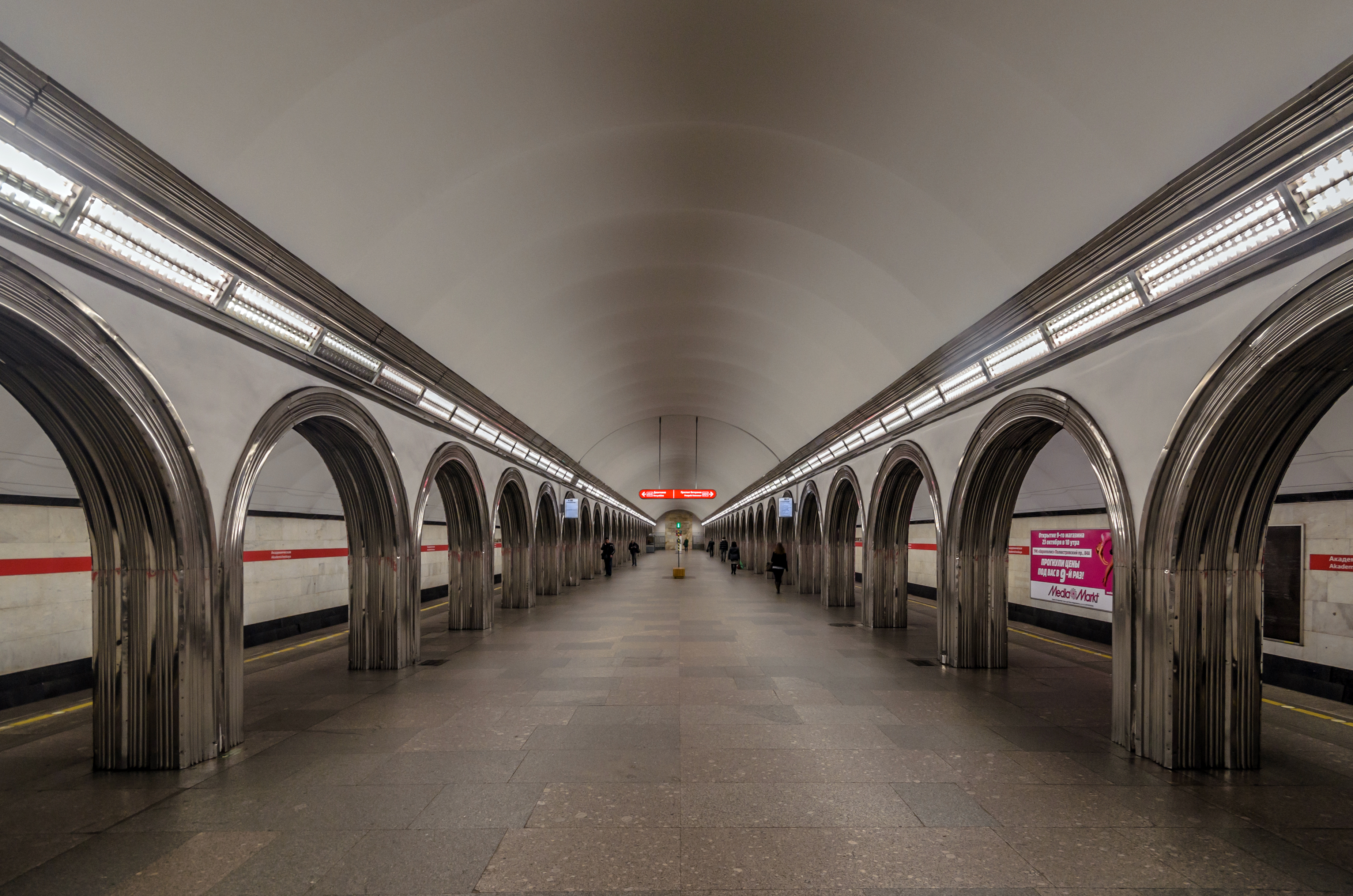
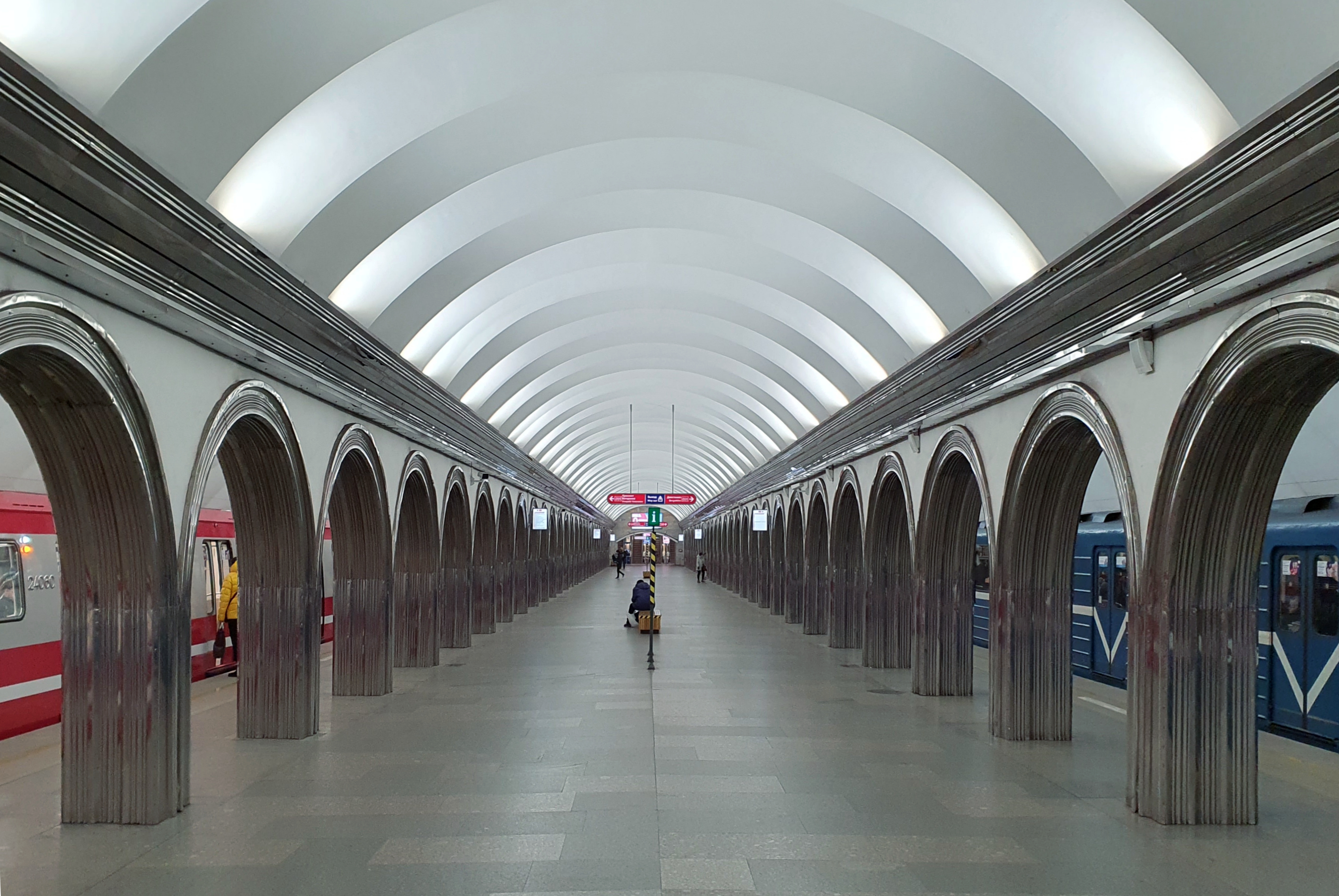
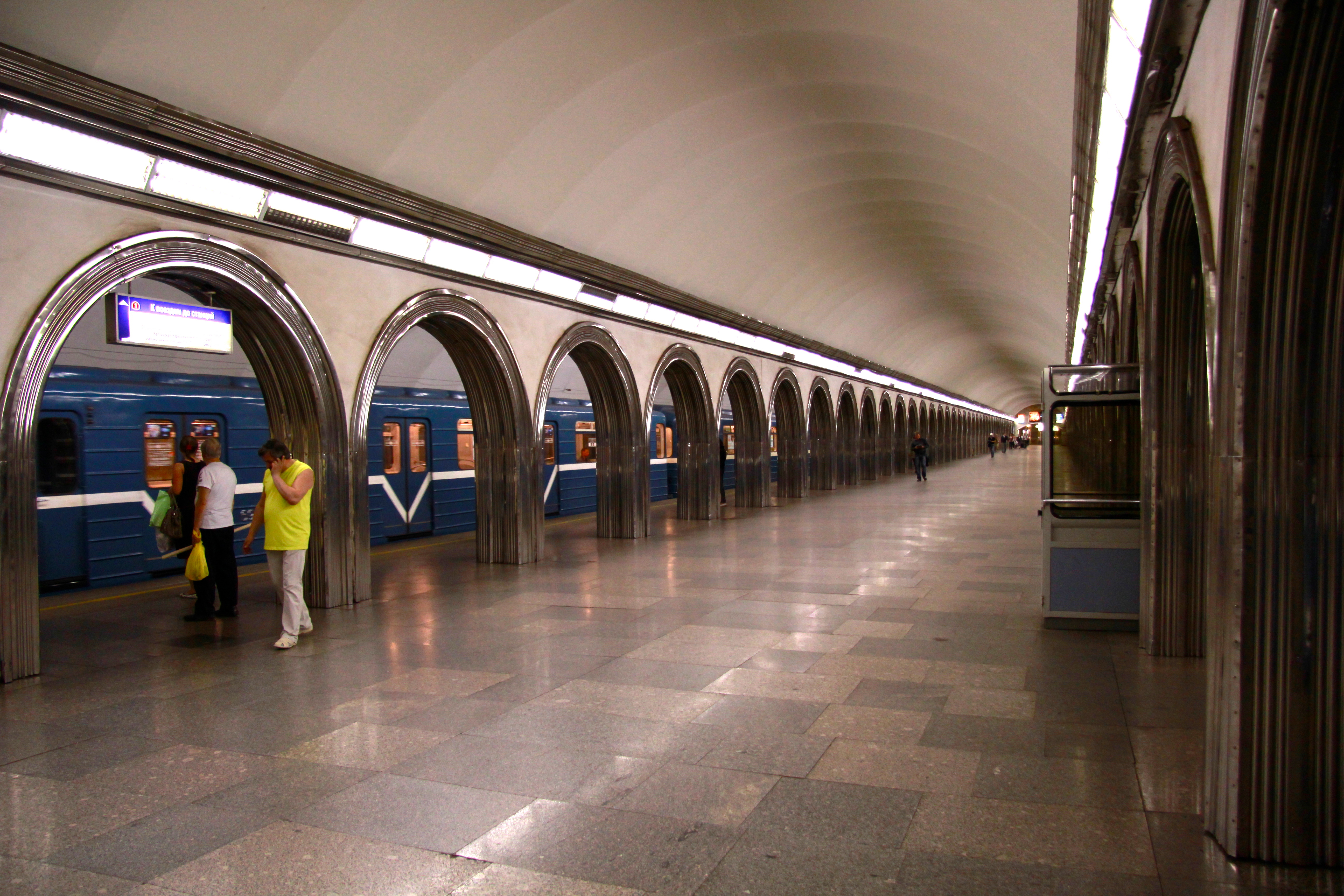

### Intermodalité
À proximité : une station du tramway de Saint-Pétersbourg est desservie par les lignes 9, 38 et 57 ; un arrêt des trolleybus de Saint-Pétersbourg est desservie par les lignes 6 et 31 ; et des arrêts de bus sont desservis par de nombreuses lignes.